# 竹島の碑
竹島の碑（たけしまのひ）とは、竹島が日本の領土であるということを主張するために作製された木製の杭（縦約4.5cm、横約4.5cm、高さ約100cm）。杭には「竹島は日本固有の領土」と書かれており、右派系グループと一部右翼団体が、在日韓国公館や韓国民団施設前などで無許可ゲリラ的に設置する事案が多発し一時社会問題となったが、いずれもすぐに撤去されている。日本の公安調査庁が毎年発行する内外情勢の回顧と展望（2013年度版）にも、この杭について写真付きで掲載された。

## 港区役所へ「竹島の碑」設置の要望書
韓国の市民団体が駐韓日本大使館前に慰安婦像を設置したことに対し、2011年12月に維新政党・新風や在日特権を許さない市民の会など複数の右派団体が連携し代表者の港区民が駐日韓国大使館前に竹島の碑を設置することを港区に要望したが認可されなかった。

## 在日韓人歴史資料館前
2012年3月25日未明に駐日韓国大使館領事部の在日韓人歴史資料館前に「竹島は日本固有の領土」と書かれた杭が何者かによって打ち込まれていたが、職員によって撤去された。他にも全国各地に同じ杭が打ち込まれている模様。維新政党・新風の鈴木信行が主導したとみられる。維新政党・新風の公式サイトでは同じ杭の通信販売が行われるようになっている。

## 韓国での設置
2012年6月には鈴木信行ら維新政党・新風のメンバー2名が韓国へ渡航。開設されたばかりのソウル市内の「戦争と女性の人権博物館」（通称・慰安婦博物館）前に、そして在韓国日本大使館前の慰安婦像に、日の丸と“竹島は日本固有の領土”と日本語とハングルで書かれた「竹島の碑」を設置した上、竹島の日本領有権主張の為に日本大使館の外交官に渡そうとしたことで韓国や日本のメディアで報じられた。なお、鈴木自身のブログで『今後は日本大使館前にある売春婦像に「竹島の碑」を縛りつけた画像を韓国内に広めて、韓国内の世論を喚起したいと思います』と、行動の理由を語っており、『日本大使館前に追軍売春婦（従軍慰安婦）像を設置したことを、日本人は黙っていない怒り心頭に発していると、世界に発信し韓国の嘘を暴き、日本の名誉を回復しなければならない』とも述べている。
韓国内では「杭テロ」と呼ばれ、慰安婦被害者の名誉を傷つけた容疑などで韓国検察に起訴されている。

## 韓国が竹島に設置した碑
竹島には韓国により、竹島は韓国領であると主張することを目的とする碑が設置されている。この碑は2012年7月より設置が計画され、8月19日に除幕式が行われた。李明博の主導により設置され、愛国大統領として任期を終える思惑が見られる。